# 鷹のミカタ
『鷹のミカタ』（たかのミカタ）は、2020年7月4日から2024年1月21日までスポーツライブ+で放送されていた福岡ソフトバンクホークスの応援番組である。

## 放送時間
いずれも日本標準時。

### 本放送
本放送は月に1回のペースで行われる。
| 放送週     | 放送日時                     | 期間           | 期間          |
| 放送週     | 放送日時                     | 初日           | 最終日        |
| ---------- | ---------------------------- | -------------- | ------------- |
| 第1週      | 土曜 12:00 - 13:00           | 2020年7月4日   | 2021年3月6日  |
| 第2週      | 土曜 10:00 - 11:00           | 2021年4月10日  | 2022年3月12日 |
| 第3週      | 土曜 放送時間不定            | 2022年4月16日  | 2022年8月20日 |
| 第2週      | 水曜 0:00 - 1:00（火曜深夜） | 2022年9月14日  | 2022年9月14日 |
| 第3週      | 日曜 10:30 - 11:30           | 2022年10月16日 | 2023年1月15日 |
| 放送週不定 | 日曜 放送時間不定            | 2023年2月19日  | 2024年1月21日 |

### リピート放送
上記の時間帯に本放送も別の番組の放送も行われない週には、この時間帯を使って過去の回のリピート放送を行うことがある（実例：。番組タイトルの前に【初】と記されているのが本放送で、無いものがリピート放送）。またリピート放送は、上記とは別の時間帯にも行われる。

## MC
- 黒瀬純（パンクブーブー）
- 坂口理子 - HKT48のメンバーであった頃から出演[2]。